# Cheilopogon xenopterus
Cheilopogon xenopterus är en fiskart som först beskrevs av Gilbert, 1890.  Cheilopogon xenopterus ingår i släktet Cheilopogon och familjen Exocoetidae. IUCN kategoriserar arten globalt som livskraftig. Inga underarter finns listade i Catalogue of Life.